# Pierre Simon de Laplace

Herb Laplace’a

Pierre Simon de Laplace (ur. 23 marca 1749 w Beaumont-en-Auge, zm. 5 marca 1827 w Paryżu) – francuski naukowiec i urzędnik państwowy, polityk i nobilitowany arystokrata; matematyk, fizyk teoretyczny i doświadczalny, astronom oraz geodeta, a poniekąd i filozof nauki. Profesor Akademii Wojskowej w Paryżu i paryskiej École normale supérieure, współpracownik École polytechnique, współtwórca dwóch ostatnich uczelni, dyrektor francuskiego Urzędu Miar i Wag, wiceprzewodniczący Senatu oraz (krótko) Minister Spraw Wewnętrznych; hrabia Pierwszego Cesarstwa, par i markiz z nominacji restaurowanego królestwa; członek towarzystw naukowych różnych krajów:
- Francuskiej Akademii Nauk,
- brytyjskiego Towarzystwa Królewskiego (ang. Royal Society)[2],
- Królewskiej Holenderskiej Akademii Sztuk i Nauk (KNAW)[3],
- Amerykańskiej Akademii Sztuk i Nauk (AAAS)[4].

W matematyce zajmował się głównie analizą i probabilistyką, którą współtworzył, choć miał też wkład do algebry liniowej. Jego dorobek w analizie dotyczył równań różniczkowych, początków teorii potencjału i operatorów funkcyjnych – zarówno operatorów różniczkowych, jak i transformat całkowych.
W fizyce pracował nad:
- mechaniką i grawitacją, stosując je do mechaniki nieba i do geofizyki pływów morskich[2];
- termodynamiką – zbudował z Lavoisierem kalorymetr, mierzył ciepło utajone, wyjaśnił prędkość dźwięku w powietrzu, krytykował hipotezę flogistonu[2] i rozwijał teorię cieplika[potrzebny przypis].

W astronomii teoretycznej Laplace udowodnił stabilność Układu Słonecznego. Oszacował też masę Saturna, a jego wynik odbiega od później uznanej wartości o mniej niż 1%. Spekulował też o:
- pochodzeniu Układu Słonecznego, wysuwając hipotezę mgławicy słonecznej niezależnie od Kanta i Swedenborga;
- czarnych dziurach[2] niezależnie od Johna Michella.

Laplace zajmował się też filozoficznymi aspektami nauk ścisłych. Popierał subiektywną interpretację prawdopodobieństwa i determinizm, który zilustrował eksperymentem myślowym nazwanym od jego nazwiska. Odrzucał argument teleologiczny Newtona za istnieniem Stwórcy, co można uznać za przykład naturalizmu metodologicznego. Został upamiętniony nazwami kilkunastu pojęć naukowych, kilku miejsc na Ziemi i w Kosmosie oraz misji kosmicznej. Bywa nazywany „francuskim Newtonem” i postawiono mu co najmniej trzy pomniki.

## Życiorys

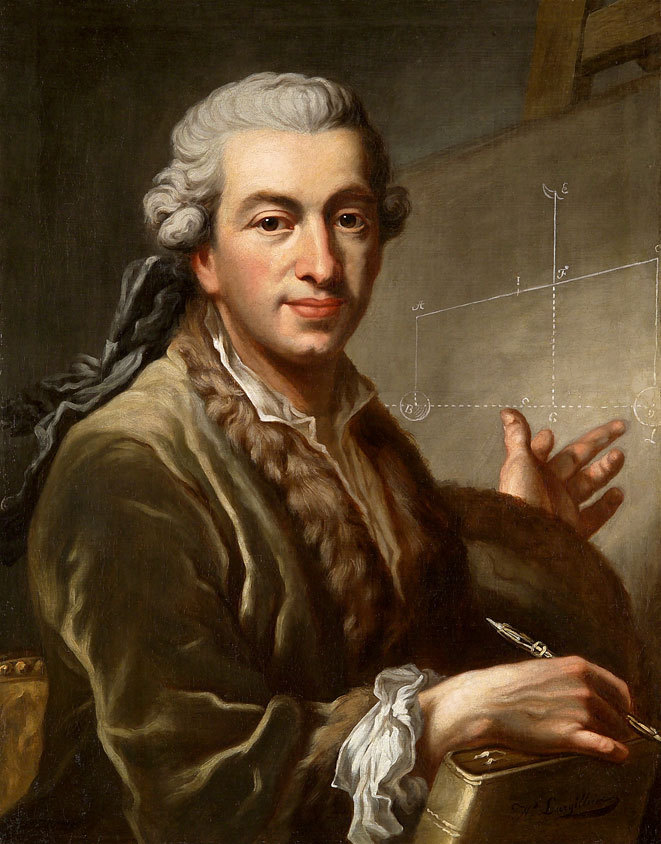
Pierre Laplace – portret z 1775 roku

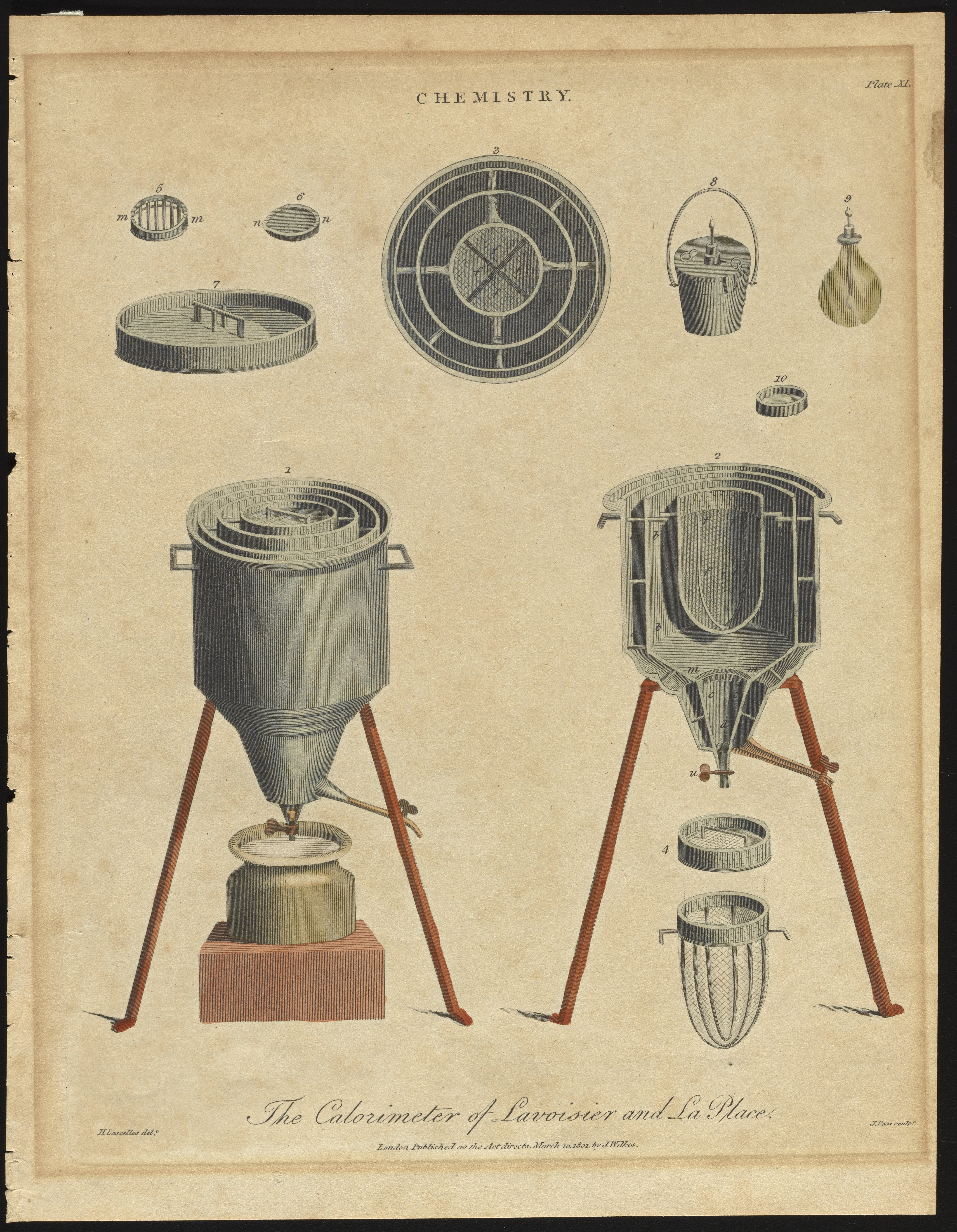
Kalorymetr skonstruowany przez Lavoisiera i Laplace’a – ilustracja z 1801 roku

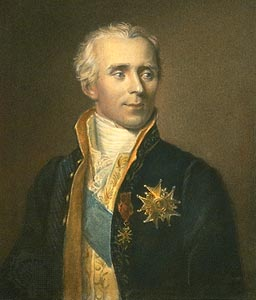
Pierre Simon de Laplace na początku XIX w.

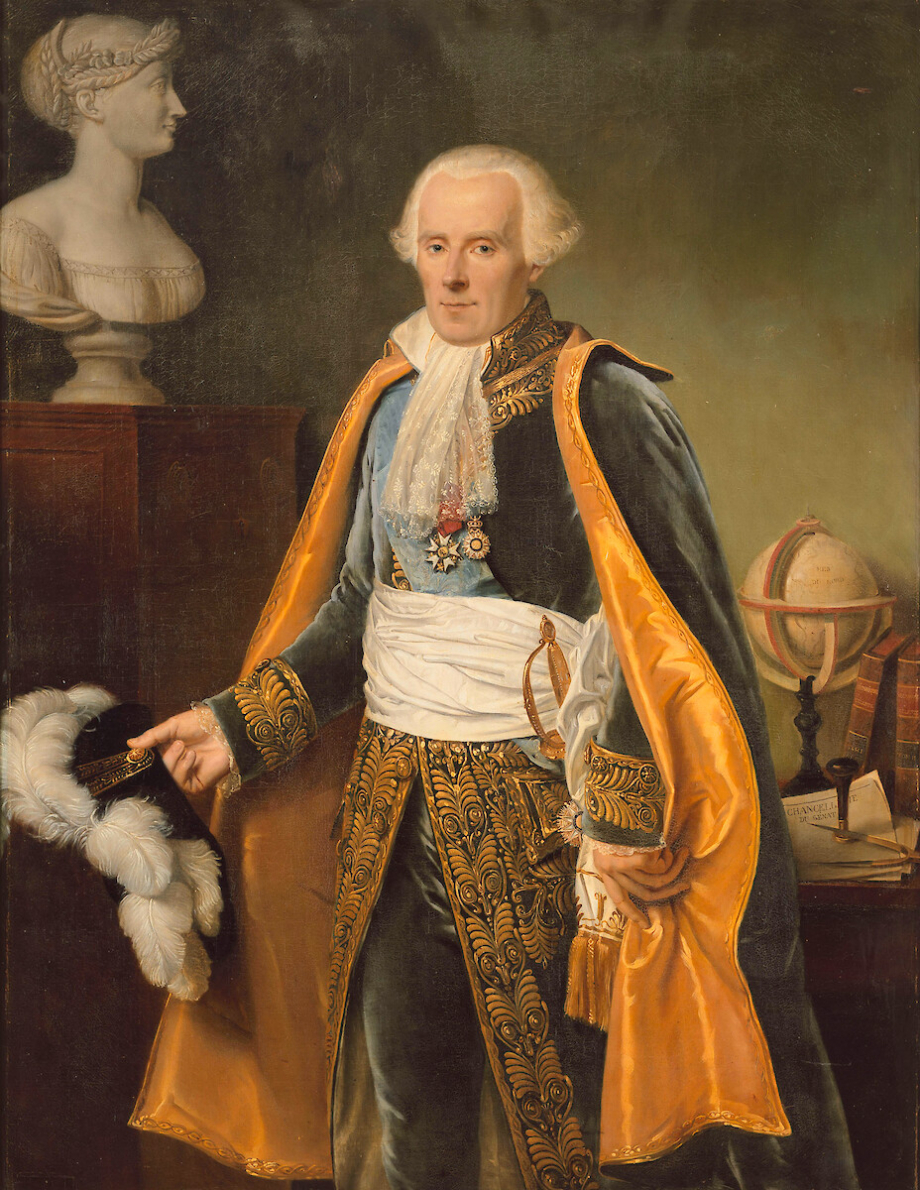
Laplace według J.B.P. Guérina

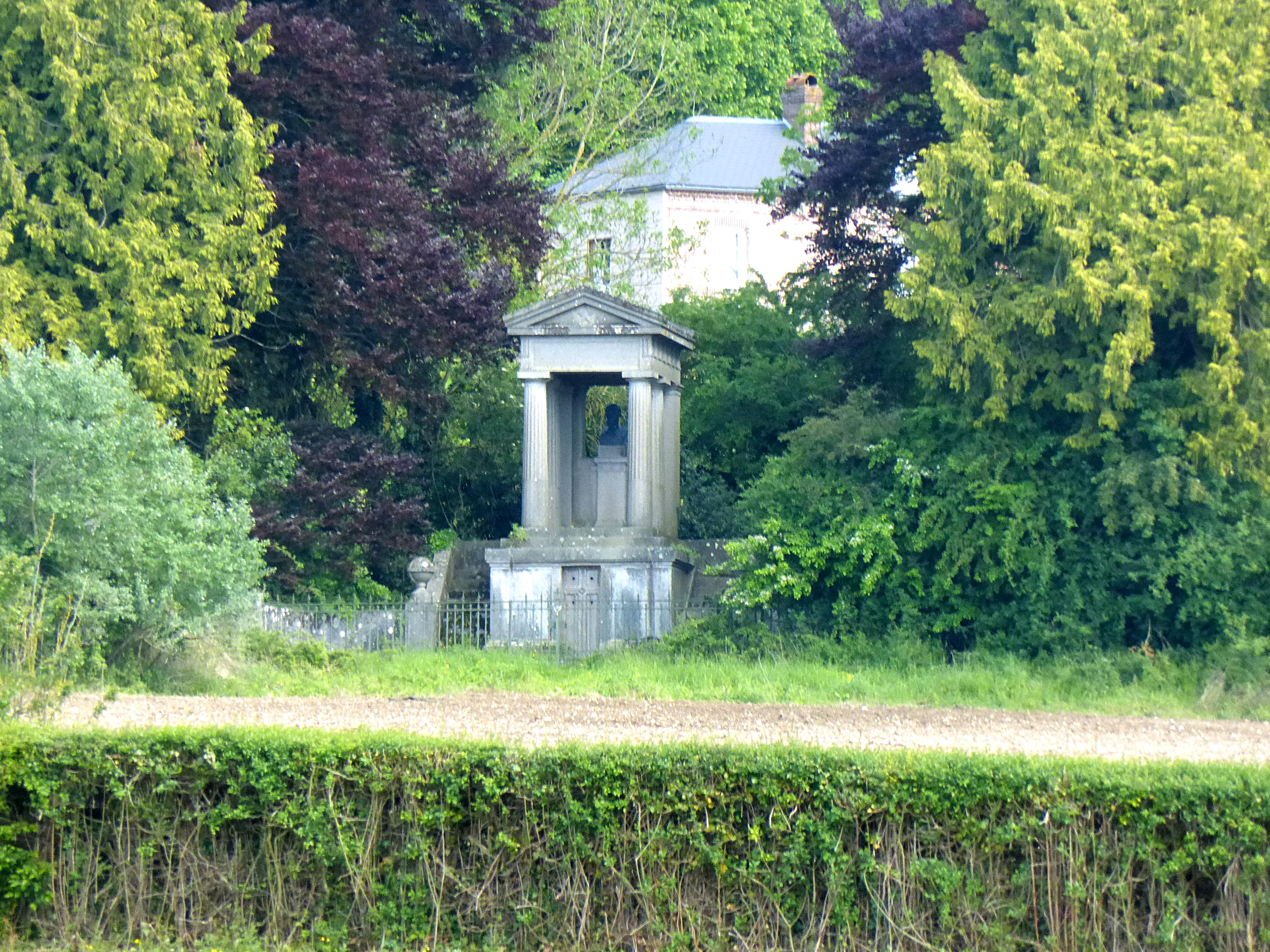
Grób Laplace’a w Saint-Julien-de-Mailloc, Normandia

### Pochodzenie i młodość
Wiele szczegółów z życia Laplace’a zostało bezpowrotnie utraconych z powodu pożaru, który wybuchł w jego rodzinnych posiadłościach w 1825 roku. Sam Laplace nie chciał ujawniać swojego chłopskiego pochodzenia Jego rodzice – Pierre Laplace oraz Marie-Anne Sochon – pochodzili z dobrze sytuowanych rodzin. Rodzina Laplace’a zajmowała się rolnictwem co najmniej do roku 1750. Pierre Laplace starszy zajmował się też handlem cydrem, a także był syndykiem miasta Beaumont-en-Auge w Normandii.
Pierre Laplace młodszy urodził się w Beaumont w 1749. Według Waltera Balla był synem drobnego rolnika, zaś swoją edukację zawdzięczał zainteresowaniu, które wywarł na bogatych sąsiadach. Bardzo mało wiadomo o jego młodości. Prawdopodobnie był asystentem nauczyciela w szkole w Beaumont. Niemniej jednak Karl Pearson wskazywał na niedokładności w pracach Balla tyczących się historii matematyki.
Laplace uczęszczał do szkoły przy zakonie benedyktynów. Jego ojciec chciał, by młody Pierre został wyświęcony na księdza rzymskokatolickiego, dlatego też wysłał szesnastoletniego syna na Uniwersytet w Caen, gdzie ten miał zgłębiać teologię. Caen było wówczas największym ośrodkiem naukowym w Normandii. Na uniwersytecie Laplace spotkał dwóch zapalonych nauczycieli matematyki, Christophe’a Gadbleda oraz Pierre’a Le Canu, którzy obudzili w nim zainteresowanie królową nauk. Tam też napisał swoją pierwszą pracę naukową, co najmniej dwa lata przed tym, jak w wieku 22 bądź 23 lat wyjechał do Paryża. Ostatecznie nigdy nie ukończył teologii, lecz wyjechał do stolicy z listem polecającym od Le Canu do Jeana d’Alemberta.

### Kariera w Paryżu
Według jego praprawnuka, d’Alembert przyjął go raczej chłodno. Żeby nie zajmować się Laplace’em, dał mu gruby podręcznik od matematyki z poleceniem, żeby wrócił jak już go przeczyta. Gdy Laplace wrócił kilka dni później, d’Alembert był jeszcze mniej przyjaźnie nastawiony. Nie
ukrywał opinii, jakoby przeczytanie i zrozumienie tej książki przez Laplace’a w zaledwie kilka dni wydawało mu się niemożliwe. Jednakże po przepytaniu okazało się, że to, co wydawało się niemożliwe, było prawdą.
Według innej wersji Laplace rozwiązał w trakcie jednej nocy problem, zadany mu przez d’Alemberta; w trakcie kolejnej nocy zaś następny, czym wzbudził jego szacunek. Ostatecznie w 1769 d’Alembert został promotorem pracy dyplomowej Laplace’a o równaniach różniczkowych cząstkowych.
Gdy Laplace osiągnął finansową stabilność, zajął się badaniami. W trakcie następnych siedemnastu lat (1771–1787) opublikował większość swoich nowatorskich prac z zakresu astronomii. W 1772 został profesorem Akademii Wojskowej, następnie w 1785 został członkiem Paryskiej Akademii Nauk, a w 1789 członkiem Royal Society. W 1790 (okres rewolucji francuskiej) został członkiem komisji ds. miar i wag, przez co uczestniczył w pracach nad ustaleniem i ustandaryzowaniem nowych jednostek miar. W 1809 wybrano go na członka Królewskiej Holenderskiej Akademii Sztuk i Nauk (nid. KNAW), a w 1822 – Amerykańskiej Akademii Sztuk i Nauk (ang. AAAS).
W jego dorobku publikacyjnym szczególne miejsce zajmuje kilkutomowy Traité de mécanique céleste.
Laplace zostawił po sobie wybitnych uczniów – egzaminował młodego Napoleona Bonapartego, a w 1800 roku na École polytechnique razem z Lagrange’em wypromował doktorat Poissona.
Dzięki znajomości z Napoleonem w 1799 przez krótki czas był Ministrem Spraw Wewnętrznych Francji; po odwołaniu otrzymał inne godności. Mimo to w 1814 opowiedział się przeciwko Napoleonowi i poparł restaurację Burbonów, przez co zyskał opinię oportunisty.
W 1788 roku poślubił dwadzieścia lat młodszą Marie-Charlotte de Courty de Romanges, z którą doczekał się dwojga dzieci.

## Hołd

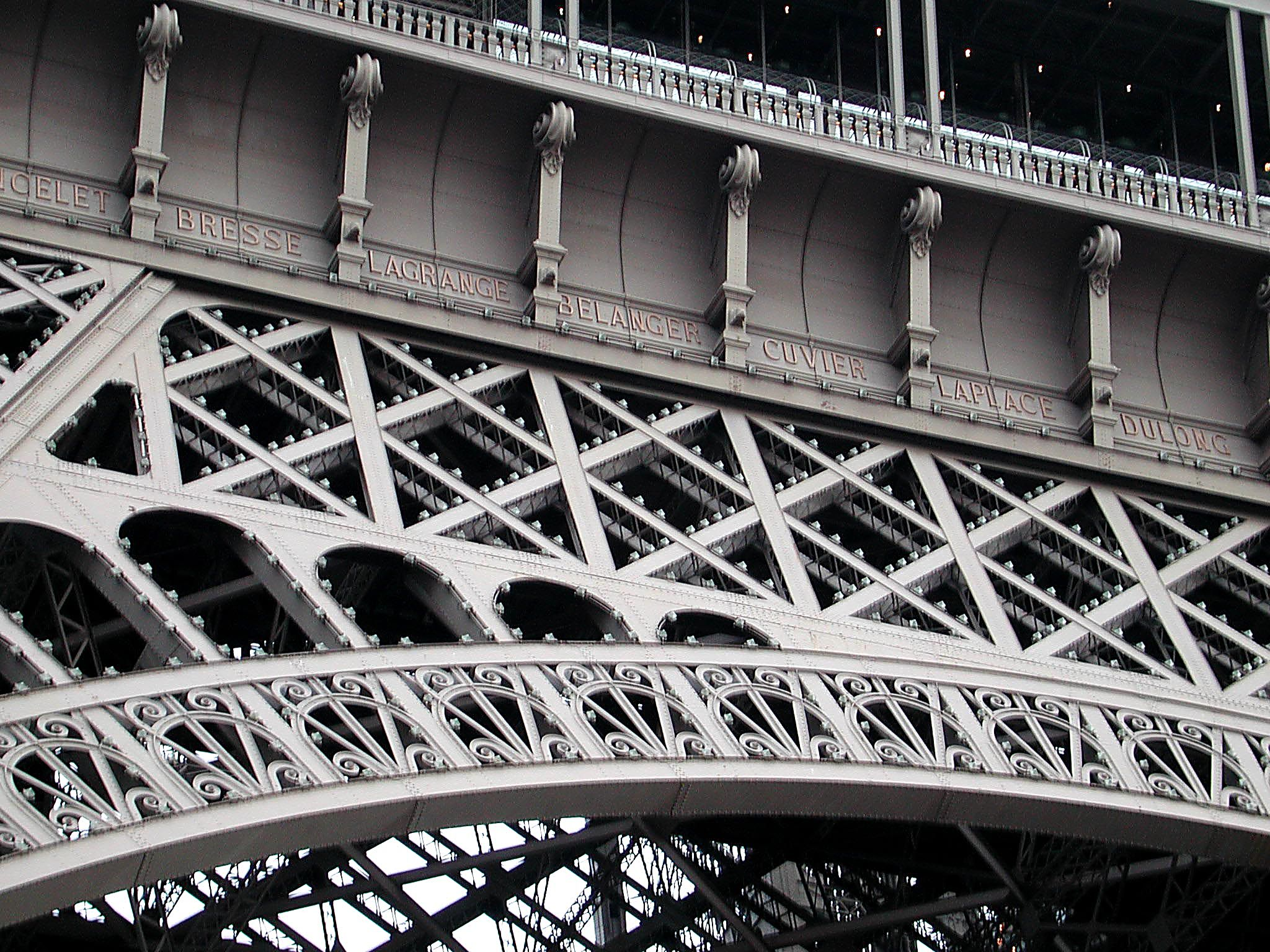
Nazwisko Laplace’a na Wieży Eiffla w Paryżu – drugie od prawej, między nazwiskami Cuviera i Dulonga

### Nazewnictwo
Terminy naukowe
W analizie matematycznej:
- operator Laplace’a zwany też krótko laplasjanem,
- równanie różniczkowe Laplace’a opisujące jądro tego operatora,
- harmoniki sferyczne – jak stowarzyszone funkcje Legendre’a – bywają nazywane współczynnikami Laplace’a (ang. Laplace coefficients)[5],
- transformacja Laplace’a,
  - odwrotna transformata Laplace’a,
  - Dwustronna transformacja Laplace’a.

W probabilistyce:
- Definicja Laplace’a prawdopodobieństwa,
- Twierdzenie de Moivre’a-Laplace’a,
- Rozkład Laplace’a.

W innych obszarach matematyki:
- rozwinięcie Laplace’a w algebrze liniowej,
- kryterium Laplace’a w teorii gier.

W fizyce i jej filozofii:
- Prawo Lavoisiera-Laplace’a w termodynamice chemicznej,
- demon Laplace’a ilustrujący determinizm.

W astronomii i geodezji:
- Teoria Kanta-Laplace’a pochodzenia Układu Słonecznego[13].
- Płaszczyzna Laplace’a,
- Płaszczyzna niezmienna Laplace’a,
- punkt Laplace’a.

Inne nazwy
- Jedna z paryskich stacji kolejowych linii RER B nosi nazwisko Laplace’a;
- Projekt międzynarodowej misji kosmicznej Europa Jupiter System Mission nazwano Laplace;
- Na Księżycu znajduje się obszar górski Promontorium Laplace;
- Na cześć uczonego nazwano planetoidę (4628) Laplace.

### Inne formy
Jego nazwisko znajduje się na liście 72 nazwisk na wieży Eiffla – po stronie północno-zachodniej, między nazwiskami Cuviera i Dulonga.